# Ateuchus ginae
Ateuchus ginae – gatunek chrząszcza z rodziny poświętnikowatych i plemienia Ateuchini.
Gatunek ten opisany został w 1996 roku przez Berta Kohlmanna.
Ciało długości od 6 do 7,5 mm i szerokości od 3,5 do 4,5 mm, nieco jajowate i wypukłe, ciemnobrązowe do czarnego, z wierzchu z silnym miedzianoczerwonym połyskiem na głowie i przedpleczu oraz złocistozielonym na pokrywach (czasem też głowie i przedpleczu). Zaokrąglone zęby nadustka są rozdzielone szerokim u samców i umiarkowanie szerokim u samic V-kształtnym wcięciem. Przedplecze niecałkowicie obrzeżone z przodu. Rzędy pokryw słabo wgłębione, z wyjątkiem wierzchołka gdzie wgłębione są silniej. Powierzchnie przedplecza, pokryw i  pygidium ziarenkowane i drobno punktowane. Samiec ma wewnętrzną torebkę edeagusa wyposażoną w dobrze rozwinięte kolce, trzy smukłe haczyki i tyleż blaszek wierzchołkowych.
Chrząszcz neotropikalny, znany z Panamy, Kostaryki i Nikaragui. Zasiedla podgórskie lasy wybrzeża Pacyfiku.